# Oxyde d'hydrogène

Exemple d'oxyde d'hydrogène : le monoxyde de dihydrogène

Un oxyde d'hydrogène est un composé chimique constitué d'oxygène et d'hydrogène. On en connaît plusieurs :
- le monoxyde de dihydrogène H2O, autrement dit l'eau (voir l'article Canular du monoxyde de dihydrogène), y compris HDO, D2O et T2O ;
- le dioxyde de dihydrogène ou peroxyde d'hydrogène H2O2, communément appelé « eau oxygénée » ;
- le trioxyde de dihydrogène ou trioxyde d'hydrogène H2O3, également dénommé « trioxydane » ;
- le monoxyde de trihydrogène ou oxyde de trihydrogène H3O.

Il existe aussi des radicaux, instables mais qui jouent un rôle décisif en cinétique chimique, par exemple :
- le radical hydroxyle HO• ;
- le radical hydroperoxyle HO2.

Différents ions sont également composés d'oxygène et d'hydrogène, notamment :
- l'anion hydroxyle (ou hydroxyde) HO− ;
- le cation hydronium (ou oxonium) H3O+.